# Ci vediamo domani (Luciano Rossi)
Ci vediamo domani è il decimo album del cantante Luciano Rossi, pubblicato nel 1986 in due versioni (identiche, tranne per l'etichetta e per il numero di catalogo) dalle case discografiche Carosello e Fonit Cetra.

## Tracce

### Lato A
1. Bianche mani (Rossi)
2. Ci vediamo domani (Musso/Rossi)
3. Terè (Rossi)
4. Amare te (Rossi)

### Lato B
1. Ilaria (Rossi)
2. Nun te meriti nemmeno 'na canzone (Musso/Rossi)
3. È lei che non c'è (Musso/Rossi)
4. Adesso basta (Musso/Rossi)
5. Io lo so che lei c'è (Musso/Rossi)